# Ben Tre (provincie)
Ben Tre (vietnamsky Bến Tre) je provincie na jihu Vietnamu. Žije zde 1,3 milionu obyvatel, hlavním městem je Ben Tre. V provincii se pěstuje zejména rýže.

## Geografie
Provincie leží v deltě řeky Mekong, která je zde důležitou dopravní tepnou. Obklopují ji provincie Tien Giang, Vinh Long a Soc Trang, zbytek území provincie je obklopeno Jihočínským mořem.